# 圣帕拉斯克娃教堂 (利沃夫)

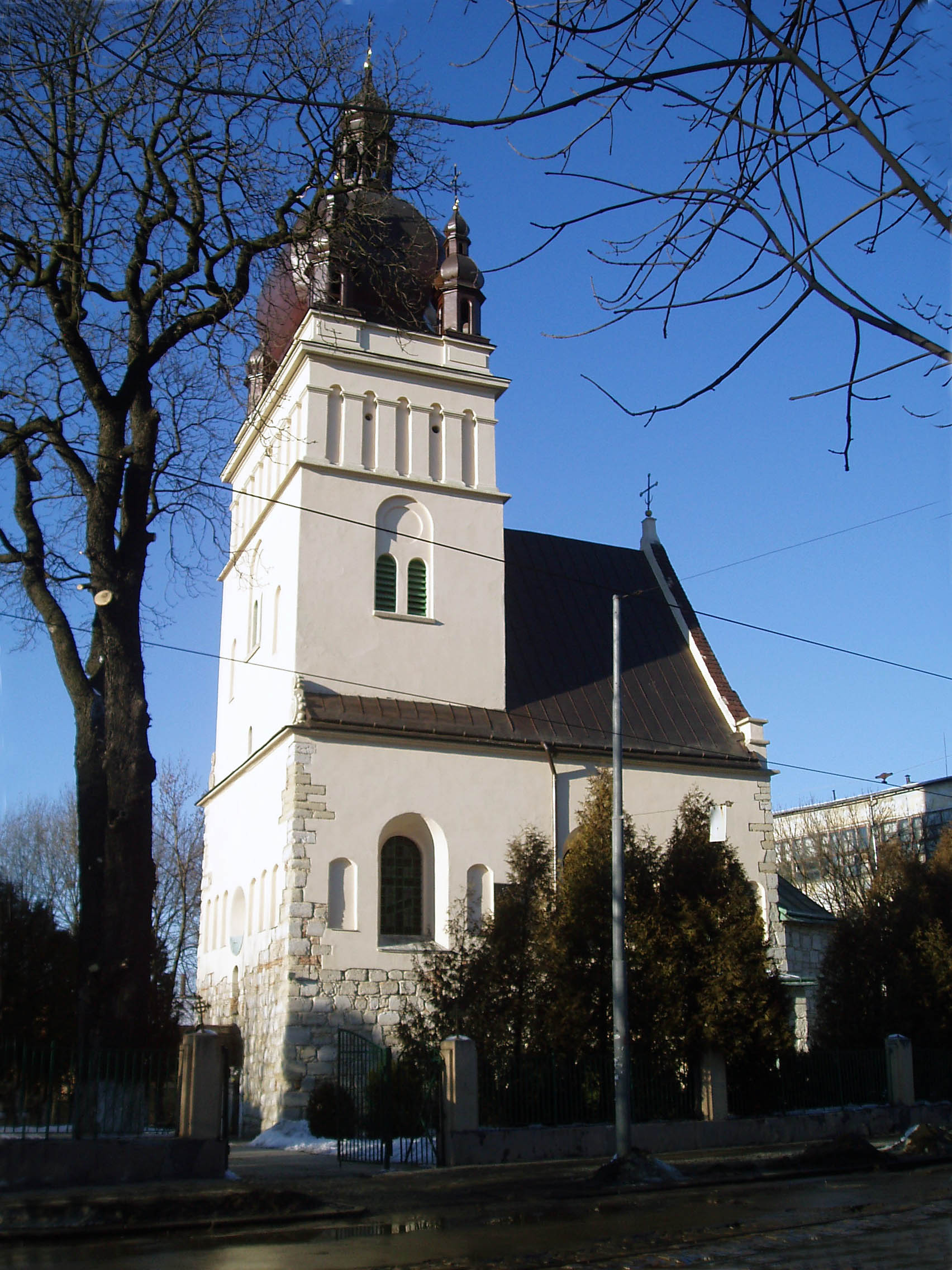
圣帕拉斯克娃教堂

圣帕拉斯克娃教堂（乌克兰语：Церква святої Параскеви П'ятниці，波兰语：Cerkiew św. Paraskiewy we Lwowie）是乌克兰利沃夫的一座东正教教堂，位于赫梅尔尼茨基街77号，在利沃夫高城堡脚下。

## 历史
圣帕拉斯克娃教堂是利沃夫最古老的宗教建筑，其历史可追溯到13 - 14世纪。1623年一场大火后，它被基本重建。但是由于波兰-立陶宛联邦迫害东正教，重建资金只能由摩尔达维亚大公瓦西里·卢普提供，完成于1644年，使用砂岩砌筑。
这座单中殿教堂具有防御性的特征，墙壁很厚，窗户很小。墙上有摩尔达维亚国徽 - 牛头和太阳、月亮和星星。1885年，对整个建筑进行了根本性的翻修。 

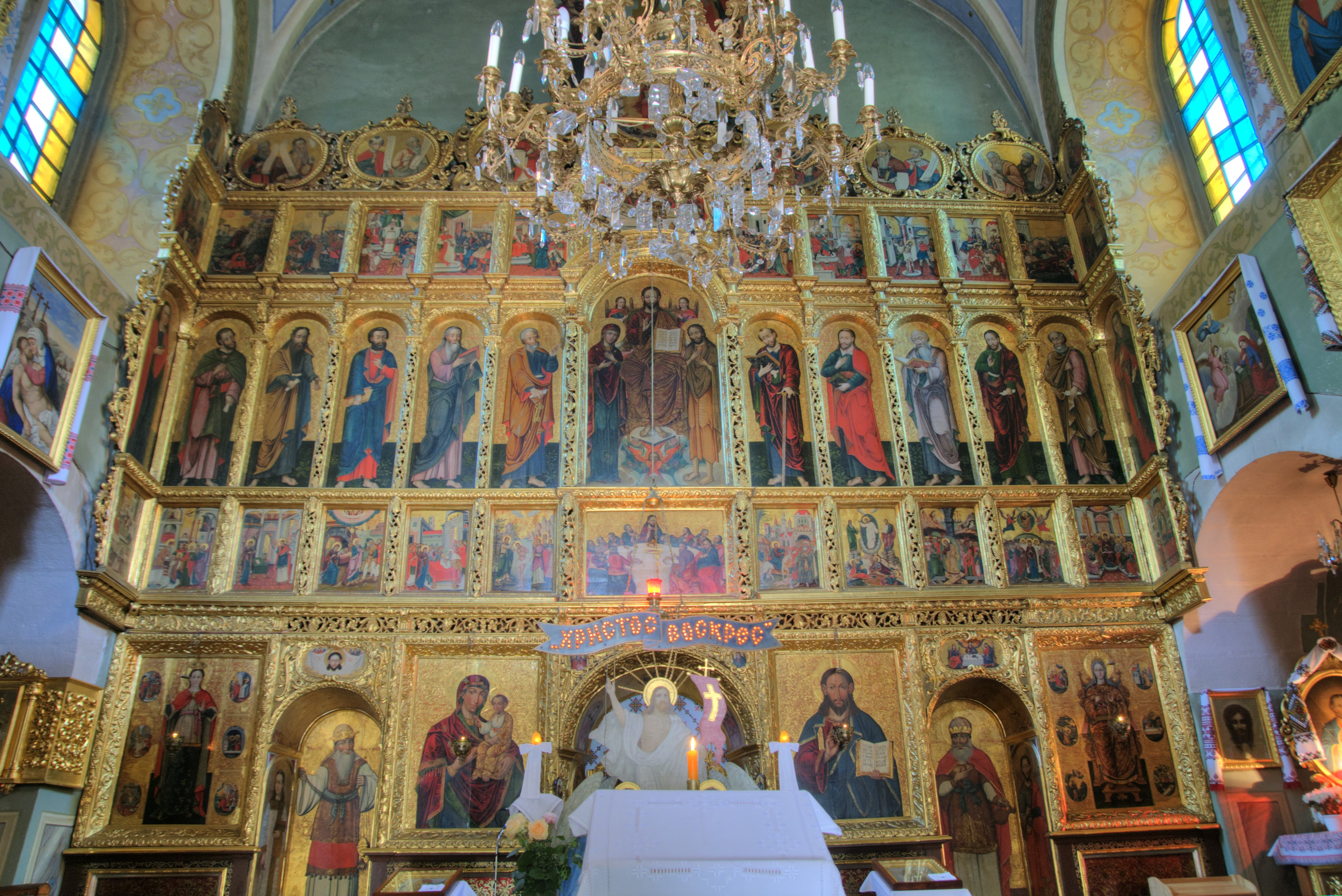
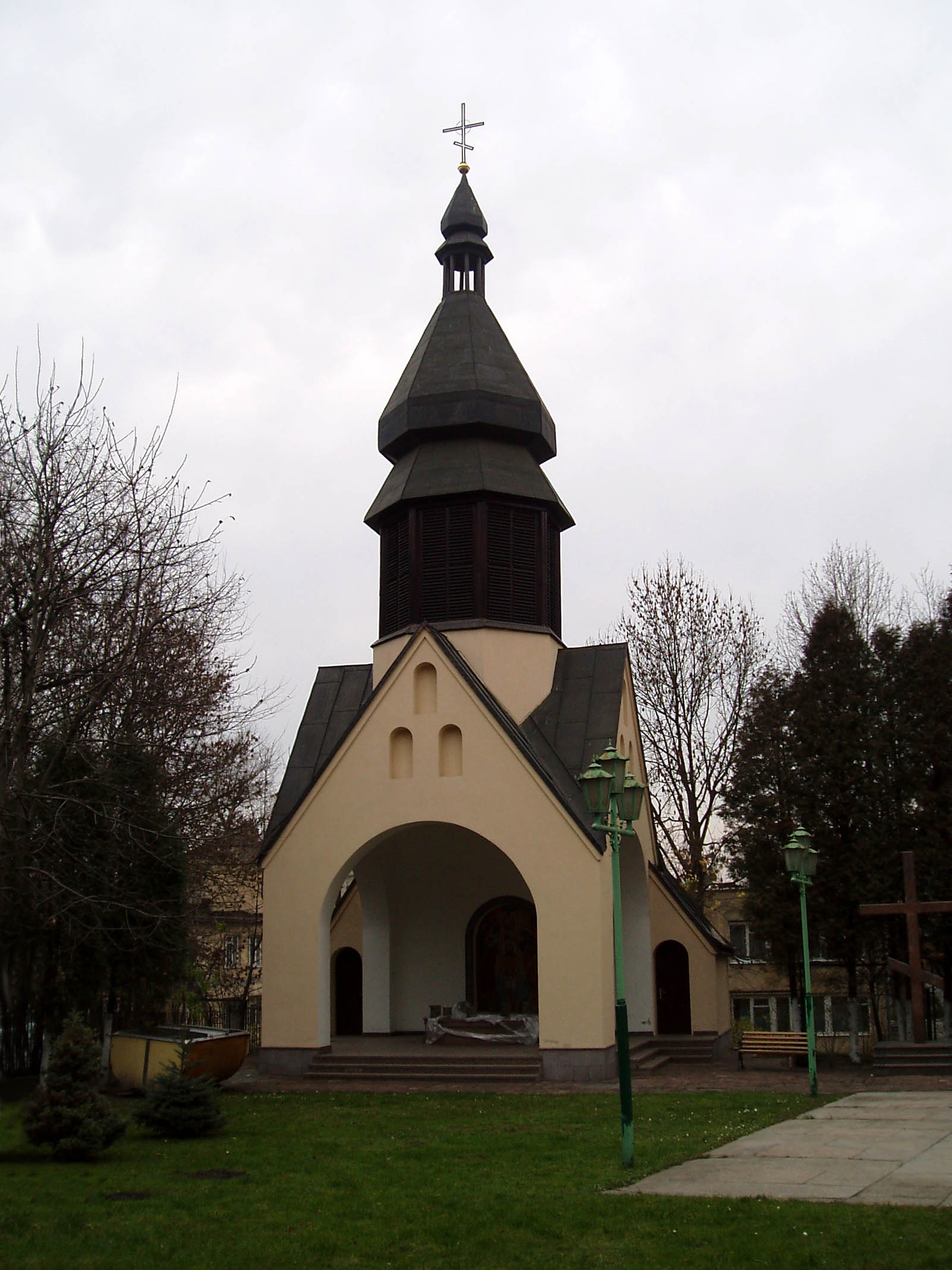

高高的方形塔楼与教堂主体部分有机地相连。